# Expensilatio
 (novembre 2009).
Si vous disposez d'ouvrages ou d'articles de référence ou si vous connaissez des sites web de qualité traitant du thème abordé ici, merci de compléter l'article en donnant les références utiles à sa vérifiabilité et en les liant à la section « Notes et références ».
L'Expensilatio est l'inscription sur un registre de compte d'une dette d'un père de famille envers une autre personne.
Il s'agit d'un contrat solennel, unilatéral, de droit strict, de droit civil. 
Cette inscription permet le contrat littéral en soi puisqu'il s'agit d'un contrat expensilatio. 
Les contrats expensilatio faisaient partie de la pratique des pères de famille romains qui tenaient un registre de comptabilité sur lequel se trouvaient les recettes et les dépenses mais également un codex. 
À partir du IIe siècle av. J.-C., on admet que cette expensilatio crée une obligation du père de famille qui l'a inscrite envers une autre personne créancière de la dette inscrite. 
Ce système a disparu au IVe siècle apr. J.-C.